# Malargüe
Malargüe – miasto w zachodniej Argentynie, w prowincji Mendoza. Jest stolicą departamentu o tej samej nazwie. W 2001 roku miasto liczyło 23,020 mieszkańców. Znajduje się na wysokości 1402 m n.p.m., u podnóża Andów. W jego okolicy wydobywa się uran.